# Aristeja
Aristeja (lat. Aristea), rod zimzelenih trajnica iz porodice perunikovki smješten u vlastitu potporodicu Aristeoideae. Postoji pedesetak vrsta raširenih po Africi.

## Vrste
1. Aristea abyssinica Pax
2. Aristea africana (L.) Hoffmanns.
3. Aristea alata Baker
4. Aristea anceps Eckl. ex Klatt
5. Aristea angolensis Baker
6. Aristea angustifolia Baker
7. Aristea bakeri Klatt
8. Aristea bequaertii De Wild.
9. Aristea biflora Weim.
10. Aristea cantharophila Goldblatt & J.C.Manning
11. Aristea capitata (L.) Ker Gawl.
12. Aristea cistiflora J.C.Manning & Goldblatt
13. Aristea cladocarpa Baker
14. Aristea compressa Buchinger ex Baker
15. Aristea cuspidata Schinz
16. Aristea dichotoma (Thunb.) Ker Gawl.
17. Aristea djalonis Hutch.
18. Aristea ecklonii Baker
19. Aristea elliptica Goldblatt & A.P.Dold
20. Aristea ensifolia J.Muir
21. Aristea farafangana Goldblatt & Phillipson
22. Aristea fimbriata Goldblatt & J.C.Manning
23. Aristea flexicaulis Baker
24. Aristea galpinii N.E.Br. ex Weim.
25. Aristea glauca Klatt
26. Aristea goetzei Harms
27. Aristea grandis Weim.
28. Aristea humbertii H.Perrier
29. Aristea inaequalis Goldblatt & J.C.Manning
30. Aristea juncifolia Eckl. ex Baker
31. Aristea kitchingii Baker
32. Aristea latifolia G.J.Lewis
33. Aristea lugens (L.f.) Weim.
34. Aristea madagascariensis Baker
35. Aristea montana Baker
36. Aristea monticola Goldblatt
37. Aristea nana Goldblatt & J.C.Manning
38. Aristea nigrescens J.C.Manning & Goldblatt
39. Aristea nyikensis Baker
40. Aristea oligocephala Baker
41. Aristea palustris Schltr.
42. Aristea parviflora Baker
43. Aristea pauciflora Wolley-Dod
44. Aristea platycaulis Baker
45. Aristea polycephala Harms
46. Aristea pusilla (Thunb.) Ker Gawl.
47. Aristea racemosa Baker
48. Aristea ranomafana Goldblatt
49. Aristea recisa Weim.
50. Aristea rigidifolia G.J.Lewis
51. Aristea rufobracteata Goldblatt & J.C.Manning
52. Aristea rupicola Goldblatt & J.C.Manning
53. Aristea schizolaena Harv. ex Baker
54. Aristea simplex Weim.
55. Aristea singularis Weim.
56. Aristea spiralis (L.f.) Ker Gawl.
57. Aristea teretifolia Goldblatt & J.C.Manning
58. Aristea torulosa Klatt
59. Aristea zeyheri Baker